# Pontevès
Pontevès é uma comuna francesa na região administrativa da Provença-Alpes-Costa Azul, no departamento de Var. Estende-se por uma área de 41,07 km². Em 2010 a comuna tinha 762 habitantes (densidade: 18,6 hab./km²).